# Беннетт, Джек
Джон Хэдфилд (Джек) Беннетт (англ. John Hadfield (Jack) Bennett; 11 августа 1885, Чорлтон-кам-Харди, Ланкашир — 25 мая 1973, Литтлхэм, Девон) — английский и британский крикетист и хоккеист на траве, защитник. Олимпийский чемпион 1920 года.

## Биография
Джек Беннетт родился 11 августа 1885 года в британской деревне Чорлтон-кам-Харди (сейчас часть Манчестера).
Учился в Харлоу, где входил в сборную школы по футболу. Затем поступил в колледж Магдалины в Оксфорде, играл в его командах по хоккею на траве, крикету, регби и футболу. После окончания играл за «Хэмпстед» и сборную Суррея.
В 1911 году стал работать адвокатом.
В том же году дебютировал в сборной Англии по хоккею на траве, за которую сыграл 34 матча на позиции правого защитника.
Участвовал в Первой мировой войне. Служил в Королевском Уорикширском полку, был ранен.
Играл в хоккей на траве за «Хэмпстед».
В 1920 году вошёл в состав сборной Великобритании по хоккею на траве на летних Олимпийских играх в Антверпене и завоевал золотую медаль. Играл на позиции защитника, провёл 2 матча, мячей (по имеющимся данным) не забивал.
Играл в крикет за Беркшир в чемпионате малых графств, участвовал в соревнованиях по гольфу.
Умер 27 мая 1973 года в британской деревне Литтлхэм.